# Julian P. Hume
Julian Pender Hume (Ashford, Inglaterra, 3 de marzo de 1960) es un paleontólogo inglés, artista y escritor que vive en Wickham, Hampshire. Era aborigen de Ashford, Kent, y creció en Portsmouth, Inglaterra. Asistió a la Crookhorn Comprehensive School entre 1971 a 1976. Su carrera comenzó como artista, especializándose en la reconstrucción de especies extintas, después de lo cual se graduó en paleontología en la Universidad de Portsmouth, seguido de un doctorado en el mismo tema, organizado conjuntamente por la Universidad de Portsmouth y el Museo de Historia Natural de Londres y Tring. Ha viajado extensamente, trabajando en excavaciones fósiles, pero su principal área de investigación son las islas Mascareñas (Mauricio, Reunión y Rodrigues), donde en particular ha estudiado la historia del dodo (Raphus cucullatus).
Ha contribuido científica y artísticamente a una gran cantidad de artículos paleontológicos, libros y revistas populares, y ha publicado un libro aclamado por la crítica "La tierra perdida del Dodo", en coautoría de Anthony Cheke, sobre el tema de las especies extintas de Mascareñas.
Su última contribución, que incluye su propia obra de arte, es la segunda edición del libro titulado "Extinct Birds", publicado en septiembre de 2017; siendo su primera edición fue en coautoría con Michael Walters y publicada en febrero de 2012.

## Obras de arte
Sus pinturas de especies recientemente extintas, especialmente aves, son una combinación de arte y ciencia, con cada pintura reproducida de la manera más científicamente precisa. Sus temas incluyen especies extintas de islas de todo el mundo, especialmente las islas hawaianas y las Mascareñas. El dodo, en particular, ha sido ilustrado en varias ocasiones.

## Artículos de revistas
- Hume J P (2009) The great Dodo dispute. BBC History 10 (3): 50–53.
- Hume J P (2009) In search of the Dodo. Darwin 200 BBC Knowledge 4: 26–31.

## Emisiones de estampillas
- Hume J P (25 de junio de 2007) Mauritius. The Dodo Raphus cucullatus. Set de cuatro Rs 5; Rs 10; Rs 15; Rs 25; todas muestran imágenes clásicas del dodo de las últimas 4 centurias. Souvenir Sheet Rs 25 of Dodo   en bosque seco por J P Hume.

- Hume J P (16 de julio de 2009) Mauritius. Extinct Mauritian Giant Tortoises. Set de cuatro Rs 5; Rs 10; Rs 15; Rs 25; todos mostrando tortugas gigantes extintas de Mauricio y Rodrigues. Souvenir Sheet Rs 50 Mostrando las tortugas gigantes Rodrigues y el extinto rail azul.

## Filmografía
| Fecha                  | Título                                               | Rol                            | Notas                                                                                            |
| ---------------------- | ---------------------------------------------------- | ------------------------------ | ------------------------------------------------------------------------------------------------ |
| 2 de octubre de 2001   | Extinct UK Channel 4                                 | Presentador/asesor             | Episodio 1 (de 6): "The Dodo"                                                                    |
| 4 de noviembre de 2001 | The Dodo's Guide to Surviving Extinction UK BBC Four | Sí mismo (como Dr Julian Hume) | Programa de televisión mostrado como parte de una noche de programación dedicada a extinción.    |
| 18 de marzo de 2010    | Museum of Life UK BBC One                            | Sí mismo (como Dr Julian Hume) | Programa de televisión sobre actividades científicas en el Museo de Historia Natural de Londres. |
|                        | All Creatures Great and Small                        | Sí mismo                       |                                                                                                  |
|                        | Un Museo en un Mundo Moderno                         | Sí mismo                       |                                                                                                  |
| Septiembre de 2011     | Museum Secrets History (canal de TV RU)              | Sí mismo (como Dr Julian Hume) | Episodio 5 (de 6): "The Dodo"                                                                    |

## Abreviatura (zoología)
La abreviatura Hume  se emplea para indicar a Julian P. Hume como autoridad en la descripción y taxonomía en zoología.

- Datos: Q6307451
- Multimedia: Julian Pender Hume / Q6307451
- Especies: Julian Pender Hume